# Ентратіко
Ентратіко (італ. Entratico) — муніципалітет в Італії, у регіоні Ломбардія,  провінція Бергамо.
Ентратіко розташоване на відстані близько 480 км на північний захід від Рима, 60 км на північний схід від Мілана, 16 км на схід від Бергамо.
Населення — 1963 особи (2014).
Щорічний фестиваль відбувається 11 листопада. Покровитель — святий Мартин Турський.

## Демографія
Населення за роками:

Станом на 1 січня 2023 року в муніципалітеті офіційно проживало 147 іноземців з 19 країн, серед них 38 громадян країн Євросоюзу та 2 громадяни України.

## Сусідні муніципалітети
- Берцо-Сан-Фермо
- Борго-ді-Терцо
- Форесто-Спарсо
- Луццана
- Трескоре-Бальнеаріо
- Цандоббіо